# Mont Nebo (Utah)
Le mont Nebo est une montagne des États-Unis qui s'élève à 3 636 m d'altitude. C'est le sommet le plus haut et le plus méridional de la chaîne Wasatch dans l'Utah.